# 鳞首方头鲳
鳞首方头鲳（学名：Cubiceps whiteleggii），又稱鱗首鯧，为輻鰭魚綱鱸形目鯧亞目圓鲳科的其中一種。

## 分布
本魚分布于印度西太平洋區，包括南非、莫三比克、肯亞、索馬利亞、留尼旺、模里西斯、印度、日本、韓國、台灣、香港、印尼、菲律賓、澳洲等海域。该物种的模式产地在阿拉伯海。

## 深度
表層至水深80公尺。

## 特徵
本魚中等細長且側扁，背鰭2枚，硬棘部發育完善，腹鰭比較短，起點在胸鰭基底略後，鱗較大，吻部上方亦有鱗，背鰭、臀鰭鰭條均在20枚左右，體淡色到深褐色, 魚鰭深色；眼藍色；幼魚在尾部基底附近有深色條紋。吻鈍，前額些微弓形。上頜無法伸出, 眼大, 直徑幾乎等於吻的長度, 頜齒小,成單一列，體長可達21公分。

## 生態
本魚屬外洋性魚類，稚魚時期喜群聚於漂流物之下，或隨潮境漂流或棲息於水母觸鬚下，與水母共生。

## 經濟利用
食用魚，肉嫩，適合煎食或紅燒。